# National Invitation Tournament 2003
Il National Invitation Tournament 2003 è stata la 66ª edizione del torneo. La final four è stata giocata al Madison Square Garden di New York. Ha vinto il titolo la St. John's University, allenata da Mike Jarvis. Miglior giocatore del torneo è stato eletto Marcus Hatten. Il titolo di St. John's e il titolo di MVP vennero revocati per l'utilizzo di un giocatore ineleggibile.
| Campione NIT 2003                        |
| ---------------------------------------- |
| St. John's Redstorm 6º titolo (revocato) |

## Squadra vincitrice
|    | Naz.                      | Ruolo | Sportivo       |  | Alt. |  |  |
| -- | ------------------------- | ----- | -------------- |  | ---- |  |  |
| 0  | Stati Uniti (bandiera)    | G     | Tim Doyle      |  | 196  |  |  |
| 1  | Stati Uniti (bandiera)    | A     | Eric King      |  | 198  |  |  |
| 1  | Stati Uniti (bandiera)    | G     | Marcus Hatten  |  | 185  |  |  |
| 2  | Stati Uniti (bandiera)    | G     | Tristan Smith  |  | 185  |  |  |
| 4  | Costa d'Avorio (bandiera) | C     | Abe Keita      |  | 211  |  |  |
| 11 | Stati Uniti (bandiera)    | G     | Jon Scheiman   |  | 185  |  |  |
| 12 | Stati Uniti (bandiera)    | G     | Elijah Ingram  |  | 183  |  |  |
| 14 | Stati Uniti (bandiera)    | G     | Andre Stanley  |  | 193  |  |  |
| 22 | Stati Uniti (bandiera)    | A     | Anthony Glover |  | 198  |  |  |
| 23 | Stati Uniti (bandiera)    | G     | Willie Shaw    |  | 198  |  |  |
| 25 | Stati Uniti (bandiera)    | A     | Kyle Cuffe     |  | 206  |  |  |
| 33 | Stati Uniti (bandiera)    | A     | Grady Reynolds |  | 201  |  |  |
| 52 | Stati Uniti (bandiera)    | C     | Curtis Johnson |  | 221  |  |  |

- Allenatore: Mike Jarvis